# Yenko Camaro

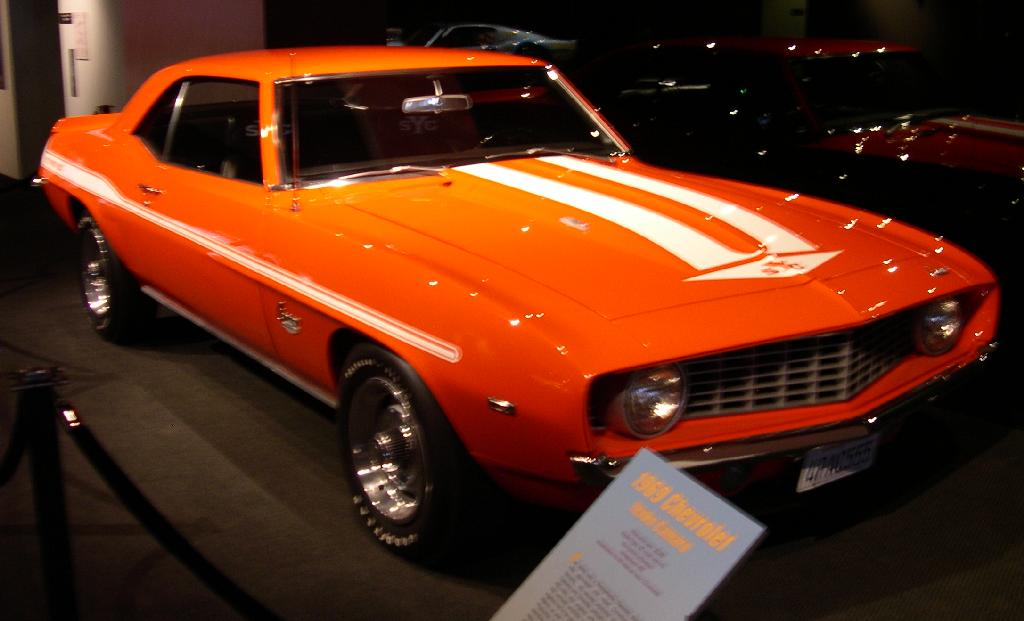
1969 Yenko Camaro från Petersen Automotive Museum

Yenko Camaro är Chevrolet Camaro av årsmodellerna 1967-1969 som modifierades av Yenko Chevrolet, en återförsäljare i Canonsburg, Pennsylvania.
När Camaro presenterades, sade en GM-policy att bilen inte fick ha motorer med större slagvolym än 400 kubiktum (6,6 l). Detta medförde att Camaro effektmässigt inte kunde matcha konkurrenterna Ford Mustang och Plymouth Barracuda, eftersom varken Ford eller Chrysler hade någon sådan begränsning. Don Yenko anade dock en marknad för en mycket potent Camaro, och fann ett sätt att kringgå GM:s slagvolymspolicy. Detta medförde att Yenko kunde börja sälja Camaro utrustade med en mycket kraftfull motor på 427 kubiktum (7,0 l) från Chevrolet Corvette.
- Wikimedia Commons har media som rör Yenko Camaro.